# Vinicius Tobias
Pour les articles homonymes, voir Vinícius et Tobias.
 (janvier 2025).
Vinícius Augusto Tobias da Silva, plus simplement connu sous le nom de Vinícius Tobias, né le 23 février 2004 à São Paulo, est un footballeur brésilien qui joue au poste d'arrière droit au Chakhtar Donetsk.

## Biographie

### Carrière en club
Né à São Paulo au Brésil, Vinicius Tobias est formé par le SC Internacional où il s'illustre en équipes de jeunes,.
En janvier 2022, il est transféré au Chakhtar Donetsk en championnat d'Ukraine, mais avec l'invasion russe de son pays de destination, Vinicius Tobias opte pour un prêt au Real Madrid en Espagne dès le printemps suivant,. Mais alors que l'équipe qui s'apprête à remporter la ligue des champions a déjà rempli tous ses quotas de joueurs hors-UE, il intègre l'équipe du Real Madrid Castilla dans un premier temps,.
Il joue son premier match avec l'équipe première du Real le 6 janvier 2024, lors d'une victoire 3-1 contre Arandina en Copa del Rey,.

### Carrière en sélection
Vinicius Tobias est international avec l'équipe du Brésil des moins de 17 ans depuis 2021, puis les moins de 20 ans depuis 2022.
En septembre 2023, Vinicius Tobias est sélectionné avec l'équipe du Brésil des moins de 23 ans,,.